# 잉글리시 브렉퍼스트
잉글리시 브렉퍼스트(영어: English breakfast)는 잉글랜드식 아침 식사이다. 풀 잉글리시 브랙퍼스트(full English breakfast)라는 이름으로도 불리는데, 여러 요리가 큰 접시를 가득 채운 모양에서 비롯된 이름이다. 프라이 업(fry-up)이라는 별칭도 있는데, 달걀, 베이컨, 소시지, 빵 등 다양한 재료를 모두 굽기 때문에 생긴 이름이다.
유럽대륙의 대다수 국가들이 아침과 점심을 간단히 먹고 저녁을 푸짐하게 먹는 것과는 대조적으로 영국에서는 아침을 푸짐하고 든든하게 먹고 점심과 저녁을 간단하게 먹는 식문화 전통이 있다. 이런 전통은 대영제국의 황금기였던 빅토리아 여왕 시대(1837~1901)에 탄생했다. 19세기 중반에 들어 산업혁명에 따른 경제 발전으로 생활에 여유가 생긴 영국의 중산층과 유산층은 아침식사를 푸짐하고 여유있게 먹기 시작했다. 이것이 정착되어 1950년대에 들어서는 영국인들의 절반 정도가 잉글리시 브렉퍼스트를 즐겼으며, 이 같은 인기에 힘입어 호텔과 카페, 레스토랑에서도 판매되기 시작하였다.
베이컨, 달걀, 토마토, 버섯, 빵, 버터, 소시지 등이 식탁에 올라온다. 블랙 푸딩, 베이크트 빈즈, 버블 앤드 스퀴크와 해시 브라운도 포함되는 경우가 많으며 주로 홍차와 함께 먹는다.
오늘날에는 빵이나 시리얼 등의 간소한 메뉴를 선호하기도 하지만, 주말에는 전통적인 잉글리시 브랙퍼스트로 푸짐하게 차려 먹곤 한다. 또한 호텔 등의 숙박업소, ‘올데이브랙퍼스트(all-day-breakfast)’라는 문구를 내건 레스토랑이나 카페, 펍(pub) 등에서도 잉글랜드 지역 전통의 아침식사를 쉽게 맛 볼 수 있다.
웨일즈, 스코틀랜드, 아일랜드에서는 각 지역마다 조금씩 다른 형태의 아침식사가 발전하였다. 
현대들어 영국에서 제조업이 쇠퇴하고 사무 노동자가 증가하면서 1000kcal가 넘는 잉글리시 브랙퍼스트를 기피하는 사람들도 많이 있다.

## 같이 보기
- Full breakfast
- 스코티시 브렉퍼스트
- 아이리시 브렉퍼스트
- 얼스터 프라이
- 웰시 브렉퍼스트
- 코니시 브렉퍼스트